# Buffo
Buffo (från italienskans lustig eller löjlig) är inom musiken beteckning för en sångare som sjunger komiska roller - tenorbuffo, basbuffo och så vidare. Opera buffa är en typ av komisk opera.